# 3-center-4-elektronbinding
3-center-4-elektronbinding er en model brugt til at forklare binding i hypervalente molekyler såsom fosforpentafluorid, svovlhexafluorid, xenonfluoriderne og hydrogendifluoridionen. Den kendes også som Pimentel-Rundle three-center model efter et arbejde publiseret af  George C. Pimentel i 1951, som byggede på koncepter udviklet tidligere af Robert E. Rundle for elektron-manglende binding.
Modellen betragter binding af tre kolineære atomer. For eksempel i XeF2 hvor den lineære F-Xe-F-underenhed beskrives ved et sæt af tre molekylorbitaler (MOs) afledt af colineære p-orbitaler fra hvert atom. Xe-F-bindingen er et resultat af kombinationen af en fyldt p-orbital i det centrale atom (Xe) med to halvfyldte p-orbitaler på de aksiale atomer (F), hvilket resulterer i en fyldt bindende orbital, en fyldt ikke-bindende orbital og en tom antibindende orbital. De to lavenergi-MO'er er dobbeltokkuperede. Den højestbesatte molekylorbital kan lokaliseres på de to endeatomer. Denne lokalisering af ladning tilvejebringes ved det faktum at de afsluttende ligander er stærkt elektronegative i hypervalente molekyler. Molekylerne PF5 og SF4 beskrives ifølge denne model som havende en 3-center-4-elektronbinding såvel som henholdsvis tre og to andre mere konventionelt beskrevne bindinger. I SF6 og i xenonfluoriderne er alle bindinger beskrevet med 3-center-4-elektronmodellen.
Bindingen i XeF2 kan også vises kvalitativt bed brug af resonante Lewis-struktur som vist herunder:
I denne repræsentation er oktetreglen ikke brudt, bindingsordenen er 1/2 og der er forøget elektrondensitet ved fluoratomerne. Disse resultater stemmer overens med molekylorbitalbilledet overvejet ovenfor.
Ældre modeller til forklaring af hypervalens inddrog d-orbitaler. Pr. 2008 optræder disse modeller stadig i nogle begynderlærebøger på college-niveau; kvantekemiske beregninger antyder dog af deltagelse fra d-orbital ikke er realistisk grundet den store energiforskel mellem de relevante p- (fyldte) og d-orbitaler (tomme). Yderligere skal en adskillelse mellem "d-orbitaler" i valensbindingsforstand og "d-funktioner", der er inkluderet i QM-beregning som polariseringsfunktioner, foretages. 3-center-4-elektronbindingsmodellen har den fordel ikke at have brug for d-orbitaler, hvilket har ført til accept af modellen.